# あがわ医院

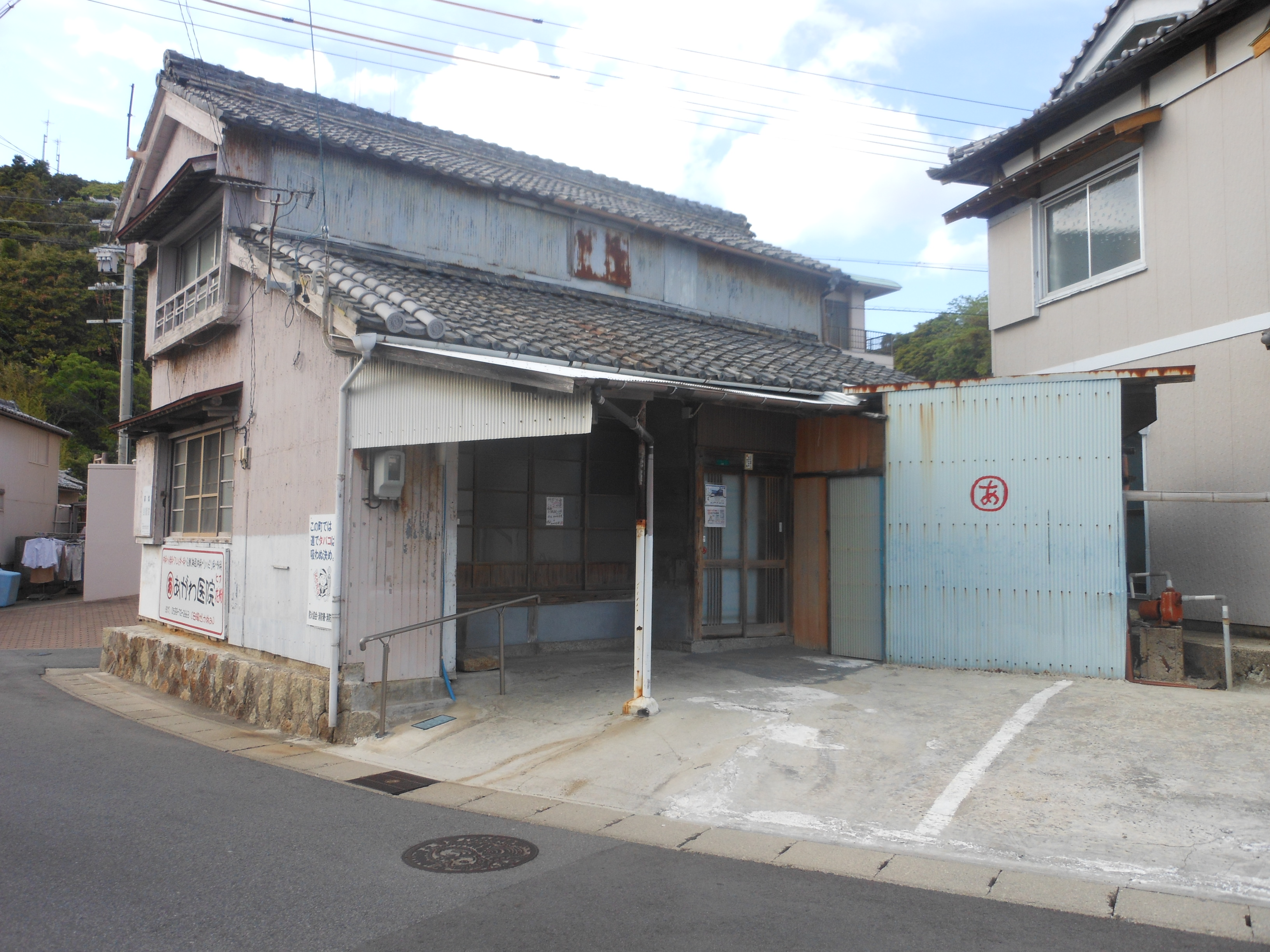
旧あがわ医院（志摩市大王町船越）

あがわ医院（あがわいいん）は三重県志摩市にある個人経営の医療機関および院長の阿川 茂（あがわ しげる、1956年 - ）のタレントとしての通名である。

## 医療機関
医療機関としてのあがわ医院は、三重県志摩市にある、内科を専門診療科目とする診療所である。
- 所在地：三重県志摩市大王町船越1066番地⇒三重県志摩市大王町波切1210番地[1]
- 診療科目：内科・小児科・アレルギー科・リハビリテーション科・外科
- 休診日：日曜日（祝日は開所）
- 保険医療機関、特定検診診査機関[2]・特定保健指導機関[2]・予防接種協力医療機関[3]・志摩医師会加盟
- 院長自作のペンシル画が飾られている。

### 沿革
1997年、あがわ医院を大王町船越で開業。2013年（平成25年）１月に大王町波切に移転した。

### 交通
- 近鉄志摩線鵜方駅より三重交通バス御座港行き乗車、「大王小坂」下車、徒歩約130m。
- 国道260号大王崎入口交差点より三重県道515号波切港線に沿って大王町波切の街中へ、約800m。

## 人物
あがわ医院の本業は医師（内科医）である。このほかに、作詞家・作曲家・歌手・画家・講師・随筆家として「7足のわらじ」で活動する。
- 日本作曲家協会および日本音楽著作権協会 (JASRAC) 会員である。

## 来歴
1956年（昭和31年）、島根県に生まれ、島根県立大社高等学校を卒業。初めは京都大学農学部に入学するも中退、島根医科大学（現島根大学）医学部に入り直し、1982年（昭和57年）に卒業する。
その後、島根医科大学の解剖学助手を経て、臨床医に転身する。1989年（平成元年）には三重県志摩郡（現：志摩市）の大王町国民健康保険大王病院（現：国民健康保険志摩市民病院）副院長に着任する。そして、1997年（平成9年）に「あがわ医院」を開設する。
本人のブログによると、三重県志摩市に来たのは上司の命令であり、2、3年程度の赴任を考えていたが、地域の人との交流を通して、志摩に定住するようになったという。この頃、妻子は岡山県に居住しており、娘とは月2、3回程度しか会えなかった。
診察の中で心のケアの必要性を感じ、音楽療法を始める。その経験から2002年（平成14年）にはプロの歌手として「ガンバレ！日本2002」でデビューを果たす。現在は医師としての業務の傍ら、さまざまな分野で「いやし」に挑戦している。
四女が作詞し、あがわ医院が作曲した「Darkness〜心の闇」が2014年（平成26年）に平成琴姫にカバーされ、4月21日のオリコン週間総合ランキングで13位に入り、5月からはカラオケで配信されることとなった。また、あがわ医院も徳間ジャパンコミュニケーションズから「ガンバレ！日本〜永遠に♥」を発売し、これまでの自主制作ではなく、日本全国にデビューした。

## 音楽療法
あがわ医院の音楽療法は、自作の楽曲を診察中に流すという、ユニークなものである。
音楽療法を始めたきっかけは、診察に来る高齢者が内科の病気に加え、うつ病や不安神経症を併発しているケースが多く、心のケアを感じたことによる。
2001年（平成13年）頃より開始した、音楽療法は功を奏し、地元の高齢者には熱狂的なファンも存在するという。また、この経験はのちの歌手デビューにつながった。

## ディスコグラフィー

### シングル
- 1st ガンバレ！日本2002（2002.3.21、vapレコード、VPDC-20887）[9]
  - 1.ガンバレ！日本2002
  - 2.ガンバレ！日本2002（オリジナルカラオケ）
  - 3.愛の若草物語
  - 4.愛の若草物語（オリジナルカラオケ）

### アルバム
- 1st あがわ医院ベストCDアルバム・それでしあわせ（2005、徳間ジャパン）[10]
  - 表題作「それでしあわせ」を含む7曲を収録。
- 2nd ??
- 3rd よくなるよ（2012.1、自主制作500枚限定）[11]
  - あがわ医院開院15周年記念作品[11]。表題作「よくなるよ」を含む全12曲を収録[11]。
- 4th ガンバレ！日本〜永遠に♥（2014.4.9、徳間ジャパン、TKCA-74058）[12]
  - 1.ガンバレ!日本
  - 2.日にち薬
  - 3.それでしあわせ
  - 4.Darkness〜心の闇
  - 5.お天気の通りに
  - 6.いつも春なの
  - 7.あの空の向こう
  - 8.夢を乗せて
  - 9.よくなるよ

### 未収録作品
- 「ガンバレ！三ツ矢2007」 - 三重4区選出の衆議院議員三ツ矢憲生の応援ソング。2007年作詞。

## 著書
- 『明日へのクスリ－困ったときに見る特効薬』（発刊：2006年11月15日、文芸社、ISBN 4-286-01961-6 ）
  - 新聞（中日・伊勢・朝日）、ラジオ（東海）、専門誌（医療タイムス NO.1828）で取り上げられる。
- 『ガンバレ！日本、程々に 疲れたら休んでいいんだよ』（発刊：2007年11月30日、近代文芸社、ISBN 978-4-7733-7532-9 ）

## 個展
- 「あがわ医院 ペンシル画個展」（2009年、百五銀行鵜方支店・和具支店）

## 出演

### マスメディア
- せやねん!（2004年、毎日放送）[13]
- NNN Newsリアルタイム（2005年2月25日、中京テレビ）[14]
- UP!（2006年2月13日、メ～テレ）[15]

### 講演
- 「輝いて生きる人生の処方箋―七足のわらじで癒しに挑戦」（2008年（平成20年）5月17日、「看護の日」記念行事、三重県総合文化センター）[16]
- 「平成病とは?〜7足のわらじで"いやし"に挑戦〜」（2009年（平成21年）6月4日、社団法人愛知県看護協会平成21年度第1回通常総会、名古屋市公会堂）[17]
- 癒しの講演会「輝いて生きる!7足のわらじで“いやし”」（2011年（平成23年）11月20日、御浜町役場3階くろしおホール）[18]
- 「心も身体も健康祈る!〜たった一度の人生だから」（2014年（平成26年）8月13日、大社高校いなさ会総会）[19]